# Batracharta variegata
Batracharta variegata är en fjärilsart som beskrevs av George Francis Hampson 1891. Batracharta variegata ingår i släktet Batracharta och familjen nattflyn. Inga underarter finns listade i Catalogue of Life.